# Primož Ramovš
Primož Ramovš (født 20. marts 1921 i Ljubljana, Slovenien, død 10. januar 1999) var en slovensk komponist, lærer og bibliotekar.
Ramovs studerede komposition på Musikkonservatoriet i Ljubljana (1935-1941) og derefter videre i Rom hos bl.a. Alfredo Casella.
Han har skrevet 6 symfonier, orkesterværker, kammermusik, scenemusik, korværker, vokalmusik, filmmusik etc.
Ramovš var bibliotekar og leder på Det Slovenske Akademi for Videnskab og Kunst (1952-1987) og underviste i komposition på Musikkonservatoriet i Ljubljana (1948-1964).

## Udvalgte værker
- Symfoni nr. 1 (1940) - for orkester
- Symfoni nr. 2 (1943) - for orkester
- Symfoni nr. 3 (1948) - for orkester
- Symfoni nr. 4 "Simfonija 68" (1968) - for orkester
- Symfoni nr. 5 "Simfonija Pieta" (1995) - for orkester
- Symfoni nr. 6 for klaver og orkester (1970) - for klaver og orkester
- Sinfonietta (1951) - for orkester
- Trompetkoncert (1985) – for trompet og orkester